# Costanzo Micci
Costanzo Micci (San Michele al Fiume, 30 maggio 1918 – Fano, 4 settembre 1985) è stato un vescovo cattolico italiano.

## Biografia
Nacque a San Michele al Fiume, all'epoca piccola località in comune e parrocchia di Mondavio, il 30 maggio 1918, da Luigi Micci e Ginevra Betti. Venne battezzato in Mondavio dal parroco arciprete Giovanni Carboni, il 1º giugno 1918. Gli vennero imposti i nomi di Costanzo-Maria Pietro Giuseppe. Si laureò in teologia e in utroque iure.

### Ministero episcopale
Papa Giovanni XXIII lo nominò vescovo ausiliare di Larino e di Termoli e titolare di Adriania il 21 aprile 1959. Ricevette la consacrazione episcopale il 7 giugno successivo per l'imposizione delle mani del vescovo di Fano Vincenzo Del Signore insieme ai vescovi co-consacranti Pietro Fiordelli e Marcello Morgante, nella cattedrale di Santa Maria Assunta di Fano.
L'11 novembre 1960 fu nominato vescovo di Larino. Il 15 agosto 1966 fu nominato vescovo titolare di Maiuca e amministratore apostolico di Fano. Tra il 1970 e il 1971 fu anche amministratore apostolico di Senigallia. Il 1º giugno 1973 divenne vescovo di Fano e di Fossombrone e amministratore apostolico di Cagli e Pergola. Il 15 gennaio 1977 divenne vescovo anche di Cagli e Pergola, riunendo così le quattro diocesi in persona episcopi. Fu anche presidente della Commissione per la Famiglia della CEI e lottò contro l'aborto per la difesa della vita.
Il 28 febbraio 1985 lo colpì un grave infarto e pochi mesi dopo, il 28 agosto dello stesso anno, un ictus cerebrale lo condusse alla morte, avvenuta il 4 settembre 1985. Le sue spoglie riposano nella cattedrale di Santa Maria Assunta di Fano accanto a quelle del vescovo Vincenzo Del Signore.
Nel 1987, a lui è stato dedicato il piazzale del santuario Regina della Pace di San Michele al Fiume, suo paese natale.

## Genealogia episcopale
La genealogia episcopale è:
- Cardinale Scipione Rebiba
- Cardinale Giulio Antonio Santori
- Cardinale Girolamo Bernerio, O.P.
- Arcivescovo Galeazzo Sanvitale
- Cardinale Ludovico Ludovisi
- Cardinale Luigi Caetani
- Cardinale Ulderico Carpegna
- Cardinale Paluzzo Paluzzi Altieri degli Albertoni
- Papa Benedetto XIII
- Papa Benedetto XIV
- Cardinale Enrico Enriquez
- Arcivescovo Manuel Quintano Bonifaz
- Cardinale Buenaventura Córdoba Espinosa de la Cerda
- Cardinale Giuseppe Maria Doria Pamphilj
- Papa Pio VIII
- Papa Pio IX
- Cardinale Alessandro Franchi
- Cardinale Giovanni Simeoni
- Cardinale Vincenzo Vannutelli
- Cardinale Giovanni Battista Nasalli Rocca di Corneliano
- Vescovo Ettore Castelli
- Vescovo Vincenzo Del Signore
- Vescovo Costanzo Micci

## Opere
- Gesù. Il volto umano e divino dell'Uomo-Dio, Varese, OARI, 1971.
- Gesù, Sorrento, Edizioni benedettine, 1977.
- Ci credi ancora?, Bologna, Grafiche Dehoniane, 1978.
- Quale amore?, Roma, Editrice Rogate, 1979.
- Si chiamava Simone, Roma, Città Nuova, 1981.
- Gesù un estremista?, Roma, Libreria Editrice Redenzione, 1981.
- Famiglia rurale e comunità cristiana, Elledici, 1981. ISBN 8801051530
- La famiglia di tutti i giorni, Cinisello Balsamo, Edizioni Paoline, 1984. ISBN 8821508242
- Nel deserto aprirò una strada, Casale Monferrato, Edizioni Piemme, 1985. ISBN 8838491291
- Il sigillo dell'amore. Riflessioni dal rito del matrimonio, Cinisello Balsamo, Edizioni Paoline, 1986. ISBN 8821509907
- Sulle vie della speranza. Pagine di spiritualità, Milano, Allegri, 1997 (pubblicato postumo).
- Mio padre. Pagine di spiritualità, Cesano Boscone, Cartotecnica Allegri, 1998 (pubblicato postumo).

### Lettere pastorali
- Alla scoperta della Diocesi per la difesa della fede e della vita cristiana nei lavoratori delle campagne, Larino, 1962.
- La voce dei semplici: una voce da ascoltare. Dialogo con i cristiani della politica, Bologna, Grafiche Dehoniane, 1977.
- Una legge da rendere inutile a difesa della vita contro l'aborto, Roma, Libreria Editrice Leoniana, 1977.
- Perché la nostra comunione sia perfetta, Bologna, Grafiche Dehoniane, 1978.